# Fenton Bresler
Pour les articles homonymes, voir Bresler.
Fenton Bresler, né le 22 août 1929 et décédé le 13 décembre 2003, est un avocat plaidant (barrister) et essayiste britannique, souvent sollicité pour ses commentaires à la télévision.

## Thèses
Dans son livre The Chinese Mafia, il affirme que les bateaux de soutien de la Royal Navy, la Royal Fleet Auxiliary, participent au trafic de stupéfiants dans le monde.

## Œuvres
- Napoleon III: A Life
- Who Killed John Lennon?
- The Mystery of Georges Simenon: A Biography
- Interpol
- An Almanac of Murder
- Beastly Law
- The Chinese Mafia, Madison Books, (January 1, 1984),  (ISBN 978-0812880892)